# Stalles de la cathédrale d'Amiens
Les stalles de la cathédrale d’Amiens sont un ensemble de sièges qui étaient réservés aux chanoines du chapitre cathédral pendant les offices. L’abondance et la finesse de leurs sculptures en font un chef-d’œuvre d’ébénisterie du début du XVIe siècle en France.

## Historique
Réalisées en bois blond de chêne, les stalles de Notre-Dame d'Amiens sont exceptionnelles, elles représentent le plus vaste ensemble d'ébénisterie que nous ait légué l'art gothique. De style flamboyant finissant, elles ont été conçues et réalisés par les maîtres huchiers (ébénistes), Arnould Boulin 
Alexandre  de Heudebourg dit « Huet » et leurs compagnons, Linard Le Clerc, Guillaume Quentin, et Pierre Meurisse auxquels se joignit Antoine Avernier, tailleur d’images (sculpteur). La réalisation se déroula pendant 11 ans entre 1508 et 1522. Un seul hucher signa son travail sur les stalles, Jean Trupin.
Le 16 mai 1615, un début d'incendie détruisit, côté sud, la pyramide qui terminait la rangée des stalles hautes. Elle fut remplacée par un mai de procession. En 1755, on détruisit le jubé pour permettre aux fidèles de voir l'autel, conformément aux directive du Concile de Trente. Il fut remplacé par une grille et de ce fait, quatre stalles hautes et quatre stalles basses furent supprimées.
Sur la stalle réservée au roi, se sont assis plusieurs monarques ou chefs d’Etat : Louis XII, François Ier, Henri IV, ainsi que Napoléon Bonaparte et le  général de Gaulle.
Lors de la Révolution française, les fleurs de lys des dosserets furent bûchées. Rétablies sous la Restauration, en 1814-1815, elles furent à nouveau bûchées sous la Monarchie de Juillet, en 1831 pour être rétablies de 1949 à 1952, à l'initiative de la Société des antiquaires de Picardie qui finança le travail grâce au legs du peintre Jules Boquet, le sculpteur amiénois Léon Lamotte réalisa près de 2 000 fleurs de lys.

## Caractéristiques
Ces stalles de style gothique flamboyant incorporent également des éléments de style Renaissance. Elles s’étagent sur deux rangées, 62 hautes et 48 basses. Les deux stalles maîtresses réservées au roi et au doyen du chapitre cathédrales sont situées de part et d’autre de la grille principale d’entrée. Ces deux stalles sont surmontées d'un dais sculpté véritable dentelle de bois qui s'élève à treize mètres cinquante du sol.
Sur les 110 stalles de la cathédrale (120 à l’origine), plus de 4 000 personnages ont été sculptées sur les jouées, les parcloses, les  miséricordes ou les dais .
Ces stalles s’étagent sur deux rangées, 62 hautes et 48 basses. Les deux stalles maîtresses réservées au roi et au doyen du chapitre cathédrales sont situées de part et d’autre de la grille principale d’entrée. Ces deux stalles sont surmontées d'un dais sculpté véritable dentelle de bois qui s'élève à treize mètres cinquante du sol. L’assemblage des stalles s’est fait par tenons et mortaises.
Une multitude de personnages sculptés aux visages, retracent les épisodes principaux de l'Ancien Testament, depuis la création de l'homme jusqu'au roi David. Ces personnages bibliques sont représentés habillés à la mode du XVIe siècle, ils exécutent des travaux de la mémé façon que les paysans et artisans picardes de cette époque. On peut distinguer un pharaon assis sur un trône surmonté d'un baldaquin du XVIe siècle, enturbanné comme l'étaient les Sarrasins. Ces stalles constituent un document remarquable qui nous renseigne sur la manière dont on pratiquait la batellerie ou la meunerie, par exemple, au début du XVIe siècle en Picardie.
Sur les jouées, des scènes de la vie de la Vierge Marie ont été sculptées, de sa conception jusqu'à son couronnement, suivant les textes du Nouveau Testament et la Légende dorée.
Sur les accoudoirs, de nombreux personnages retracent avec humour la vie quotidienne à Amiens au début du XVIe siècle. On reconnaît des pèlerins, des religieux, des artisans avec leurs traits de caractère.
Les dosserets des stalles sont « fleurdelysés », il faut y voir avant tout un hommage à la Vierge Marie. On compte 2 200 fleurs de lys réparties sur l'ensemble des dosserets.

Les sculptures des dais, dont certains atteignent plus de 13,5 mètres de hauteur et sont constituées d'entrelacs de feuillages alternant avec de petits personnages. Dans son ouvrage, Le meuble en France au XVIe siècle (1885), Edmond Bonnaffé écrivait : 

« Les stalles de la cathédrale d'Amiens sont remarquables par la variété des détails, l’extrême élégance de la composition, le nombre prodigieux des figures, par la délicatesse achevé du travail et la perfection des assemblages, dont pas un ne s'est démenti. »

### Généralités
- Abbé Jourdain et abbé Duval, « Histoire et description des stalles de la cathédrale d'Amiens », Mémoires de la Société des antiquaires de Picardie, t. 7,‎ 1844, p. 81-445 (lire en ligne)
- Georges Durand, « L'ameublement civil au XVIe siècle, dans les stalles de la cathédrale d'Amiens », Mémoires de la Société des antiquaires de Picardie, 4e série, t. 1,‎ 1891, p. 293-321 (lire en ligne)
- Jean-Luc Bouilleret (dir.), Aurélien André et Xavier Boniface (direction scientifique) et al., Amiens, Strasbourg, La Nuée bleue, coll. « Grâce d'une cathédrale » (no 5), 2012, 503 p. (ISBN 978-2-7165-0782-0).

- Georges Durand, La Cathédrale d'Amiens, Amiens, Imprimerie Yvert, 1950

- Maurice Duvanel et Jean Macrez, La Cathédrale Notre-Dame d'Amiens, Amiens, Éditions Poiré-Choquet, 1998 (ISBN 2-9 502 147-5-4)

### Stalles
- Frédéric Billiet et Gilbert Lefeuvre, Concert imaginaire dans les stalles de la cathédrale d’Amiens, Amiens, Le Courrier picard, Crédit agricole de la Somme

- Stéphanie Diane Daussy, Sculpter à Amiens en 1500, Rennes, Presses universitaires de Rennes, 2013

- Louis Jourdain & Antoine Théophile Duval, Les stalles de la cathédrale d'Amiens, Amiens : Typographie de Duval & Hermant, 1843, 368 p. + ill.(Lire en ligne)

- (de) Detlef Knipping, Die Chorschranke der Kathedrale von Amiens : Funktion und Krise eines mittelalterlichen Ausstattungstypus, Münich, Deutscher Kunstverlag, 2001, 207 p.

- Kristiane Lemé-Hébuterne, Les stalles de la cathédrale d'Amiens : histoire, iconographie, Paris, Picard, 2007

- Christophe Petit et Kristiane Lemé-Hébuterne, Les Stalles de la cathédrale Notre-Dame d’Amiens, 2007  (ISBN 9 782 708 407 923)

- Guy de Tourtier, Georges Prache, Cathédrale d'Amiens, une merveille les stalles de la cathédrale, Amiens, 1977

- Guy de Tourtier, Georges Prache, Les stalles de la cathédrale d'Amiens : XVIe siècle, Lyon, Lescuyer, 1979

- (en) Charles Tracy et Hugh Harrison, The choir-stalls at Amiens cathedral, Reading, Spire Books, 2004